# Algimantas Juocevičius
Algimantas Juocevičius (* 14. August 1944 in Vilnius; † 8. Januar 2015 ebenda) war ein litauischer Kommunalbeamter, Politiker und Vizeminister für Inneres.

## Leben
1968 absolvierte Juocevičius das Diplomstudium des Bauingenieurwesens am Kauno politechnikos institutas in Kaunas und arbeitete  als Ingenieur bei Elektros skaitiklių gamykla in Vilnius, Sowjetlitauen. Er war dort Leiter des Konstrukteurbüros. Von 1997 bis 2007 war Juocevičius Administrator der Gemeinde  und stellv. Verwaltungsdirektor der Stadtgemeinde Vilnius, ab 2007 stellvertretender Direktor von VšĮ „Vilniaus universiteto Vaikų ligoninė“, von 2011 bis 2013 Mitglied im Stadtrat Vilnius (Tvarka ir teisingumas). Von 2013 bis Juli 2014 war er stellvertretender Innenminister Litauens unter Dailis Alfonsas Barakauskas im Kabinett Butkevičius. Er arbeitete als Berater des Generaldirektor bei „Regitra“.